# Шидлаускас, Андрюс
Андрюс Шидлаускас (род. 6 апреля 1997, Литва) — литовский пловец, чемпион Европейских игр 2015 года, призёр чемпионатов Европы 2022 и 2024 годов. Участник летних Олимпийских игр 2016 и 2020 годов.

## Карьера
Андрюс Шидлаускас родился 6 апреля 1997 года в Паневежисе, в Литве. Специализируется в плавание брассом.
В 2015 году на I Европейских играх в Баку стал победителем на дистанции 50 метров брассом и завоевал серебряную медаль на дистанции 100 метров брассом.
В 2016 году принял участие в Олимпийских играх в Бразилии. На дистанции 100 метров брассом в предварительном заплыве показал 23-й результат и не смог выйти в полуфинал.
В 2021 году принял участие в летних Олимпийских играх в Токио. И на дистанции 100 метров брассом, и на дистанции 200 метров брассом стал участником полуфинальных заплывов. Также в составе Литовской команды принял участие в комбинированном эстафетном заплыве 4 по 100 метров, однако в предварительном раунде команда была дисквалифицирована.
На взрослом чемпионате Европы в Риме завоевал бронзовую медаль на дистанции 100 метров брассом.
На чемпионате Европы 2024 года в Белграде на дистанции 100 метров брассом стал бронзовым призёром, уступив победителю 0,43 секунды.